# Oloplotosus mariae
Oloplotosus mariae és una espècie de peix de la família dels plotòsids i de l'ordre dels siluriformes.

## Morfologia
- Els mascles poden assolir 15 cm de longitud total.[5][6]

## Hàbitat
És un peix d'aigua dolça i de clima tropical.

## Distribució geogràfica
Es troba a Nova Guinea.